# 哈桑·赛义多夫
哈桑·内马特奥卢·赛义多夫，（俄语：Гасан Неймат оглы Сеидов，1932年4月16日—2004年12月8日），阿塞拜疆人，苏联政治人物。曾任阿共中央工业和运输部长、中央委员会书记、阿塞拜疆苏维埃社会主义共和国部长会议主席等职。

## 生平
- 1932年4月16日出生于格鲁吉亚苏维埃社会主义共和国马尔内乌利市卡查加尼村的一个雇员家庭。
- 1951年-1956年，阿塞拜疆理工学院学习。
- 1956年-1957年，巴库施密特机械厂助理工程师。1956年加入苏联共产党。
- 1957年-1963年，巴库施密特机械厂车间副主任、主任、高级工程师。
- 1963年-1965年，巴库施密特机械厂副总工程师。
- 1965年-1971年，巴库施密特机械厂厂长。
- 1971年-1981年1月，阿共中央委员会书记。期间，1971年2月-1972年，阿共中央委员会工业和运输部长。
- 1981年1月-1989年1月，阿塞拜疆苏维埃社会主义共和国部长会议主席。
- 1989年4月起退休，享受巴库市工会个人养老金待遇。
- 1989年4月-1991年，阿塞拜疆苏维埃社会主义共和国部长会议驻苏联对外经济关系部全权代表。
- 1991年11月起，Azerincom信息商业协会总经理。
- 1997年起，Azerincom股份公司总经理。
- 2004年12月8日于巴库逝世，享年72岁。葬于荣誉谷。

赛义多夫是苏共26-27大代表；第26-27届中央候补委员；第11届苏联最高苏维埃民族院代表；第8-11届阿塞拜疆苏维埃社会主义共和国最高苏维埃代表。

## 荣誉
- 列宁勋章（1980）
- 三次劳动红旗勋章
- 阿塞拜疆苏维埃社会主义共和国荣誉工程师称号（1969）